# 죄수론
죄수론은 범죄의 수를 정하는 문제를 다루는 이론영역이다. 죄수론은 일죄인가 수죄인가 뿐만 아니라, 이 경우에 어떻게 처벌할 것인가도 해결해야 하므로 범죄론과 형벌론의 중간에 위치하는 이론이다. 범죄의 수가 1개인가 수개인가는 형의 적용상 중대한 차이가 있고, 형사소송법상으로는 공소의 효력, 기판력의 범위 등과 관련하여 중요한 의미가 있다.

## 판례
- 열차승차권은 그 자체에 권리가 화체되어 있는 무기명증권이므로 이를 곧 사용하여 승차하거나 권면가액으로 양도할 수 있고 매입금액의 환불을 받을 수 있는 것으로서 열차승차권을 절취한 자가 환불을 받음에 있어 비록 기망행위가 수반한다 하더라도 절도죄 외에 따로히 사기죄가 성립하지 아니한다.
- 피고인이 강취한 현금카드를 사용하여 현금자동지급기에서 현금을 인출한 행위는 강도죄와는 별도로 절도죄가 성립한다.[1]
- 피해자에 대한 사기범행을 실현하는 수단으로서 타인을 기망하여 그를 피해자로부터 편취한 재물이나 재산상 이익을 전달하는 도구로서만 이용한 경우, 피해자에 대한 사기죄 외에 도구로 이용된 타인에 대한 사기죄가 별도로 성립하지 않는다[2]
- 갈취한 현금카드를 사용하여 현금자동지급기에서 예금을 인출한 행위가 공갈죄와 별도로 절도죄를 구성하는지 않는다[3]
- 열차승차권을 절취한 자가 역직원에게 자기의 소유인 양 속여 현금과 교환한 경우에 절도죄 외에 사기죄가 성립한다.[4]
- 피고인이 당초부터 피해자를 기망하여 약속어음을 교부받은 경우에는 그 교부받은 즉시 사기죄가 성립하고 그 후 이를 피해자에 대한 피고인의 채권의 변제에 충당하였다 하더라도 불가벌적 사후행위가 됨에 그칠 뿐 별도로 횡령죄를 구성하지 않는다[5]

다수의 계를 조직하여 수인의 계원들을 개별적으로 기망하여 계불입금을 편취한 경우, 각 피해자별로 독립하여 사기죄가 성립하고, 그 사기죄 상호간은 실체적 경합범 관계에 있다.
- A에게 수표금액을 지급할 의사나 능력이 없는 상태에서 부도가 예상되는 당좌수표를 발행하여 주고 A로부터 금원을 차용하였으며, 그 당좌수표가 지급기일에 부도처리된 경우, 사기죄와 부정수표단속법 위반죄[7]
- 초병이 일단 그 수소를 이탈한 후 다시 부대에 복귀하기 전에 별도로 군무를 기피할 목적을 일으켜 그 직무를 이탈한 경우 초병의 수소이탈죄와 군무이탈죄[8]
- 위조통화를 행사하여 재물을 불법영득한 경우, 위조통화행사죄와 사기죄[9]
- 나의 회계보고서에 여러 가지 선거비용 항목에 관하여 허위 사실을 기재한 경우, 회계보고 허위기재로 인한 지방교육자치에 관한 법률 위반죄의 죄수(=일죄)[10]
- 상상적 경합은 1개의 행위가 실질적으로 수개의 구성요건을 충족하는 경우를 말하고, 법조경합은 1개의 행위가 외관상 수개의 죄의 구성요건에 해당하는 것처럼 보이나 실질적으로 1죄만을 구성하는 경우를 말하며, 실질적으로 1죄인가 또는 수죄인가는 구성요건적 평가와 보호법익의 측면에서 고찰하여 판단하여야 한다. 그리고 이른바 ‘불가벌적 수반행위’란 법조경합의 한 형태인 흡수관계에 속하는 것으로서, 행위자가 특정한 죄를 범하면 비록 논리 필연적인 것은 아니지만 일반적·전형적으로 다른 구성요건을 충족하고 이때 그 구성요건의 불법이나 책임 내용이 주된 범죄에 비하여 경미하기 때문에 처벌이 별도로 고려되지 않는 경우를 말한다.[11]
- 회사에 대한 관계에서 타인의 사무를 처리하는 자가 임무에 위배하는 행위로써 회사로 하여금 펀드출자금을 정해진 시점보다 선지급하도록 하여 배임죄를 범한 다음, 선지급된 펀드출자금을 보관하는 자와 공모하여 펀드출자금을 임의로 인출한 후 투자금으로 사용하기 위하여 송금하도록 한 행위가 별죄로서 횡령죄를 구성한다.[12]
- 실질적으로 1죄인가 또는 수죄인가는 구성요건적 평가와 보호법익의 측면에서 고찰하여 판단하여야 한다[13]
- 단일하고 계속된 범의 아래 같은 장소에서 반복하여 여러 사람으로부터 계 불입금을 편취한 경우 피해자별로 포괄하여 1개의 사기죄가 성립하고, 이들 포괄일죄 상호간은 상상적 경합관계에 있다[14]
- 상습성이 있는 자가 같은 종류의 죄를 반복하여 저질렀다 하더라도 상습범을 별도의 범죄유형으로 처벌하는 규정이 없는 한, 각 죄는 원칙적으로 별개의 범죄로서 경합범으로 처단하여야 한다.[15]

## 같이 보기
- 실체적 경합
- 상상적 경합
- 불가벌적 사후행위